# محمد انور (سیاستمدار)
محمد انور (زاده: ۱۳۳۷، ولایت هلمند) سیاستمدار افغانستانی و نماینده مردم هلمند در دوره پانزدهم مجلس نمایندگان افغانستان است.

## زندگی‌نامه
محمد انور متولد ۱۳۳۷ از ولایت هلمند افغانستان است. وی فارغ‌التحصیل از مؤسسه تعلیم و تربیت ولایت هلمند است.

## دیگر فعالیت‌ها
- معاون ریاست کاماز شماره ۹ ولایت هلمند.
- رئیس کار و امور اجتماعی ولایت هلمند.
- رئیس کمیسیون اصلاحی ولایت هلمند.
- عضو گردهمایی‌های اضطراری و تصویب قانون اساسی.